# Institutul American de Film
Institutul American de Film (engleză: American Film Institute, AFI) este o organizație non profit, creată în SUA, în 1967.

## Filmele și actorii secolului XX înSUA
Institutul a stabilit în cadrul unui proiect, topul celor mai bune 100 de filme ale secolului XX la care se adaugă un top al celor mai buni 25 de actori și cel al celor mai bune 25 actrițe de film ale secolului trecut. Pe locurile fruntașe: Humphrey Bogart și Katharine Hepburn.
Pe primele trei locuri ale celor mai bune filme: 
- Cetățeanul Kane
- Casablanca
- Nașul

## Catalogul Institutului American de Film
Catalogul Institutului American de Film (The American Film Institute Catalog of Motion Pictures) este un proiect AFI demarat la sfârșitul anilor 1960 pentru a cataloga toate filme americane comerciale din primele zile ale industriei până în prezent. Acesta a fost publicat atât ca o serie de cărți copertate cât și ca o bază de date cu fișiere on-line.

## Legături externe
- Site web oficial
- AFI Fest Official website
- Institutul American de Film — știri și comentarii colectate la The New York Times
- AFI Los Angeles Film Festival - History and Information Arhivat în 17 iulie 2009, la Wayback Machine.